# Zaira Arsenishvili
Zaira Arsenishvili (en georgiano ზაირა არსენიშვილი; Telavi, 30 de noviembre de 1933 - Tiflis, 9 de agosto de 2015) fue una escritora y guionista georgiana.

## Biografía
Zaira Arsenishvili se graduó en 1954 en la facultad de Filología de la Universidad Estatal de Tiflis, y en 1956 en clase de violín en la facultad de Escuela de Música II de Tiflis. Trabajó como profesora de música desde 1957 hasta 1971, tocando en la orquesta de Teatro de Ópera y Ballet de Tiflis.
Desde 1972 trabajó como guionista en Kartuli Pilmi, siendo autora de los guiones de películas como Cuando las almendras florecieron (1972), Una pelea en una ciudad de gourmets (1975), Varias entrevistas sobre preguntas personales (1978), Hoy fue una noche de insomnio (1983), Mayhem (1986) y Un vals en el Pechora (1992), así como del guion de la versión cinematográfica de 1979 de la novela de Ilia Chavchavadze ¿Es un hombre el ser humano?.

## Obra
La principal obra literaria de la autora, Oh mundo, crónicas de Kajetia (ვა, სოფელო..., 2002), es una novela con multitud de imágenes e historias ambientadas en diferentes períodos de tiempo, que pasan de la normalidad a un abismo psicológico propio de Dostoievski para luego regresar al punto de partida. Los textos exploran la psicología y el sufrimiento humano, estando los distintos personajes muy bien retratados. Este libro ha sido considerado una obra maestra de la literatura georgiana y sobre él, el poeta Giorgi Lobjanidze ha escrito:

No sé, técnicamente, cuánto tiempo tardó en escribir Oh mundo, pero se puede sentir que este libro es la novela de la vida de Zaira Arsenishvili, toda una vida de sentida experiencia y de reflexión.

## Obras musicales
- Réquiem para bajo, soprano y siete instrumentos, o Un retrato del joven artista